# スレイマン・ブレイモー
スレイマン・ブレイモー（Suleiman Braimoh、1989年10月19日 - ）は、ナイジェリア出身のバスケットボール選手である。ポジションはフォワード。

## 来歴
ライス大学卒業後、アメリカとカタールでプレー。
2013年に来日し、新潟アルビレックスBBに移籍。
新潟退団後は信州ブレイブウォリアーズやニュージーランドやメキシコやドイツやロシア、フランスのチームでプレーしていた。

### イスラエルでのキャリア
2018年11月4日、イスラエル・バスケットボール・プレミアリーグのハポエル・エイラートへ1年契約で加入した。国内リーグでは29試合に出場し、1試合平均26.0分の出場で、15.5得点、5.7リバウンド、1.6アシスト、1.5スティール、1.0ブロック、プレーオフでは5試合に出場し、1試合平均30.0分の出場で、14.6得点、8.8リバウンド、2.8ブロック、1.4アシストという成績を残した。2019年3月の月間最優秀選手(英語版)を受賞し、2018-2019シーズンのシックスマン賞(英語版)とオールセカンドチーム(英語版)に選出されるなど活躍が目立ったシーズンとなった。
2019年7月11日、ハポエル・エルサレムBCとの契約が発表された。契約期間は1年契約＋オプション1年。国内リーグでは27試合に出場し、1試合平均24.6分の出場で、12.3得点、5.2リバウンド、1.4スティール、1.1アシスト、プレーオフでは3試合に出場し、1試合平均16.3得点、6.7リバウンド、2.3アシスト、1.7スティール、バスケットボールチャンピオンズリーグでは17試合に出場し、1試合平均25.4分の出場で、11.5得点、4.9リバウンド、1.6アシスト、1.1スティールという成績を残した。また2年連続でシックスマン賞(英語版)に選出されている。
2020年8月9日、ハポエル・エルサレムとの契約更新が発表された。国内リーグでは29試合に出場し、1試合平均27.9分の出場で、17.0得点、5.9リバウンド、1.6アシスト、1.1スティール、プレーオフでは2試合に出場し、1試合平均29.5分の出場で、18.0得点、6.5リバウンド、1.5アシスト、バスケットボールチャンピオンズリーグでは6試合に出場し、1試合平均31.0分の出場で、14.7得点、6.7リバウンド、3.0アシストという成績を残した。
2021年7月21日、リーガACBとバスケットボールチャンピオンズリーグに所属するサン・パブロ・ブルゴスとの契約が発表されたが、11月27日、ハポエル・エルサレムBCへの復帰が発表された。
2021-2022シーズンのイスラエル・バスケットボール・プレミアリーグでは20試合に出場し、1試合平均28.5分の出場で、14.3得点、6.0リバウンド、2.2アシスト、プレーオフでは7試合に出場し、1試合平均28.7分の出場で、13.9得点、6.0リバウンド、2.4アシスト、バスケットボールチャンピオンズリーグでは5試合に出場し、1試合平均29.2分の出場で、14.6得点、5.8リバウンド、1.4アシストという成績を残した。
2022年7月8日、BSLに所属するトファシュとの契約が発表された。

## 経歴
- ライス大学（2007-11） - リオグランデバレー・バイパーズ（NBDL、2011-12） - Al Rayyan Doha（カタール、2012-13） - 新潟アルビレックスBB（bjリーグ、2013-2014）